# Matich A50
La Matich A50 è una vettura da competizione realizzata dal pilota Frank Matich nel 1971.

## Sviluppo
La vettura, la quale era la prima a riprendere il nome del suo costruttore, venne sviluppata per partecipare nella Formula 1 Australiana sostituendo la precedente McLaren M10B.

## Tecnica
Progettata dallo stesso Matich in collaborazione con Henry Nehrybecki, impiegava come telaio un monoscocca realizzato in alluminio e titanio. Il propulsore che muoveva il mezzo era un Repco Holden V8 da 470 cv di potenza gestito da un cambio Hewland DG300 manuale a cinque marce. Gli pneumatici erano forniti dalla Goodyear , mentre le sospensioni erano indipendenti con ammortizzatori inclinati.

## Attività sportiva
Il debutto della A50 avvenne al GP d'Australia del 1971 svoltosi presso Warwick Farm, e subito vennero ottenute pole position e vittoria. La vettura si dimostrò molto competitiva, tanto che nel 1972 Matich vinse il campionato piloti.